# Labor, Koper
Labor este o localitate din comuna Koper, Slovenia, cu o populație de 36 de locuitori.